# 戦国☆パラダイス -極-
『戦国☆パラダイス -極-』（せんごくパラダイス きわみ）は、ソーシャルゲーム『戦国☆パラダイス』を原作とした日本のテレビアニメ作品。2011年10月3日より2012年3月までテレビ東京で放送。

## 概要
女性向け携帯ゲーム『戦国☆パラダイス』を原作とし、戦国時代を舞台に伊達政宗や石田三成をメインにコメディ調で描かれる約3分の短編アニメ。本編終了後に実写映像『戦国☆パラダイス -極-ぷらす』を放送。出演は浪川大輔と柿原徹也。ナレーターは今井麻美。
公式サイトでは実際にアニメ化されるオリジナルシナリオを一般募集され、第24話で優秀賞4作が放送された。

## ストーリー
豊臣秀吉死後、諸国武将は徳川家康を総大将とする東軍と石田三成が統率する西軍に分かれ天下分け目の戦いを目前にしている・・・はずなのだが、なぜか武将達は仲良く和気藹々としていた。

## 登場人物

### 東軍
伊達政宗
声 - 柿原徹也
「俺様奥州王」。欧州の独眼竜。料理が得意。いつも忠勝と共に家康と一緒にいる。下戸。
徳川家康
声 - 羽多野渉
「鷹眼の天下盗り」。東軍総大将。メガネキャラ。鷹を飼っている。
小早川秀秋
声 - 今井麻美
「いくさ場の無垢な違い鎌」。腹黒い美少年。自分と同じ秀吉の養子であった秀家と仲が良かった。
本多忠勝
声 - 狭川尚紀
「鉄の肉体武人」。力自慢で、殿（家康）に忠義を尽くす。
甲斐姫
声 - 持月玲依
「華麗なる水龍の女将」。料理好きだが腕は壊滅的に不味い。くしゃみがかわいいと評判。
加藤清正
声 - 山本兼平
「戦乱に吼える鬼虎。幼名は虎之助。凶暴な虎も倒せるほどの猛将で賤ヶ岳の七本槍の一人。城造りの名手。左頬に傷があり虎縞の鎧を着る。左頬の傷は幼い頃に石田と福島を庇ってついたもの。
井伊直政
声 - 梶川翔平
「疾走する深紅の弾丸」。井伊の赤鬼とも恐れられるヤンキー風でいつもヤンキー座り。戦で傷を負っても逃げ傷はないと豪語する。多魔には甘い。
多魔（たま）
声 - 佐藤信希
「直政の愛猫」。ペットの白猫。彦根で拾われたらしく、あやうく家康に名前をひこ○○と付けられそうになった。
福島正則
声 - 柳田淳一
「豪胆なる灼熱の大山」。幼名は市松。清正をトラと呼ぶ、清正の幼馴染で悪友。右目に傷がある。吉継や三成とも昔は親しかった。

### 西軍
石田三成
声 - 浪川大輔
「正義を貫く天の邪鬼」。西軍総大将。幼名は佐吉。大福など甘いもの好き。下戸。
大谷吉継
声 - 村田太志
「義と友情の采配者」。幼名は紀之助。長年病に苦しんでいたが薬草によって持ち直しており、体中に包帯を巻いている。
真田幸村
声 - 江口拓也
「勇武の六文銭」。左頬に六文銭の模様がある。花粉症。
島左近
声 - 川原慶久
「天下に過ぎたる猛鬼の将」。酒豪。
宇喜多秀家
声 - 堀大希
「高貴なる白い悪魔」。ナルシスト。
直江兼続
声 - 神原大地
「義愛満つる仕置人」。愛の兜を被る智将。用意周到に見えてどこか抜けており三成にツッコまれてはすぐ謝るが、実は三成の困った顔を見たいだけ。
第7話から本格登場しているが第6話では謎の武将とクレジット。
立花宗茂
声 - 斉藤壮馬
「白銀に輝く迅雷の貴公子」。礼儀正しい白銀の西洋鎧を着た武将。食事のスピードは早く、味の判断基準は食べ応えがあるかどうか。水晶占いが得意。
前田慶次
声 - 逢坂良太
「天下御免の朱旋風」。人生隅っこまで楽しまなきゃがモットー。直江兼続とは旧知の友。
真田十勇士
声 - Gero
ドラマCDに登場。

### その他
伝令伍番
声 - 渕川智代
豊臣秀吉
声 - 浪川大輔
太閤殿下。故人。第25話で石田三成の姿になって現れた。

## スタッフ
- 原作 - ジー・モード
- 監督 - 菊池勝也
- シリーズ構成 - 太田ぐいや
- キャラクターデザイン - 奥山鈴奈
- キャラクターデザイン監修 - 羽田浩二
- 演出助手 - 新谷研人
- 色彩設計 - 有尾由紀子
- 撮影監督 - 田中仁
- 編集 - 三嶋章紀
- 音楽監督 - 吉田知弘、納谷僚介
- 音響効果 - 森本清人
- 録音調整 - 黒川博光
- 音楽 - ダイスクリエイティブ、阿部隆大、el
- Flash制作担当亜 - 杏仁豆風、まいこ＆さやか
- 音楽ディレクター - 堀口比呂志
- 音楽協力 - テレビ東京ミュージック、ツーファイブ
- アニメーション制作 - ミルキーカートゥーン、LMD
- 製作 - ジー･モード、ミルキーカートゥーン、テレビ東京

## 主題歌
オープニングテーマ「リターン乱世独眼竜」（第1、4-5、8、10、12、14、16、18、20-21、24話、26話ED）
作詞 - ドン・マッコウ / 作編曲 - 鈴木ぷよ / 歌 - 伊達政宗（声：柿原徹也）
オープニングテーマ「天下分け目のカタルシス」（第2-3、6-7、9、11、13、15、17、19、22-23、25話）
作詞 - ドン・マッコウ / 作曲 - 鈴木ぷよ / 編曲 - 小西輝男 / 歌 - 石田三成（声：浪川大輔）

## 各話リスト
| 話数   | サブタイトル | 脚本                            | 絵コンテ          | 演出       | 作画監督                                  | 放送日         |
| ------ | ------------ | ------------------------------- | ----------------- | ---------- | ----------------------------------------- | -------------- |
| 第1話  | 必勝祈願     | 太田ぐいや                      | 菊池勝也          | 菊池勝也   | 奥山鈴奈                                  | 2011年 10月4日 |
| 第2話  | 健康診断     | 柏木美都里                      | 岡マチカ          | 上野史博   | 越後光崇                                  | 10月11日       |
| 第3話  | 晩秋茶会     | 珠希けい                        | かたくり          | 中川あつし | 中川あつし                                | 10月18日       |
| 第4話  | 悪戯南瓜     | 雅夜美竜                        | 岡マチカ          | 安野将人   | 安野将人                                  | 11月1日        |
| 第5話  | 虹之架橋     | AKARI                           | 菊池勝也          | 越後光崇   | 越後光崇                                  | 11月2日        |
| 第6話  | 薔薇之如     | 雅夜美竜                        | 上野史博 上野正博 | 上野史博   | 渡辺裕子                                  | 11月22日       |
| 第7話  | 迷走遠足     | 柏木美都里                      | 上野史博 上野正博 | 上野史博   | 小沢久美子                                | 11月29日       |
| 第8話  | 愛猫日和     | 雅夜美竜                        | かたくり          | 中川あつし | 水谷有吾                                  | 12月6日        |
| 第9話  | 料理将軍     | 柏木美都里                      | かたくり          | 上野史博   | 金田栄二                                  | 12月13日       |
| 第10話 | 聖夜秘話     | 柏木美都里                      | 岡マチカ          | 上野史博   | 安野将人                                  | 12月20日       |
| 第11話 | 頂上決戦     | 太田ぐいや                      | かたくり          | 玉村仁     | 城紀史                                    | 12月27日       |
| 第12話 | 温泉自慢     | 珠希けい                        | 上野史博 上野正博 | 上野史博   | 小沢久美子                                | 12月27日       |
| 第13話 | 大忘年会     | 太田ぐいや                      | 菊池勝也          | 奥山玲奈   | 奥山玲奈                                  | 12月27日       |
| 第14話 | 歌留多遊     | 太田ぐいや                      | 上野史博 上野正博 | 上野史博   | 原修一                                    | 2012年 1月4日  |
| 第15話 | 天下御免     | AKARI                           | かたくり          | 村上勉     | 山田敦子                                  | 1月10日        |
| 第16話 | 再会竹馬     | 雅夜美竜                        | 上野史博 上野正博 | 上野史博   | 加藤太郎                                  | 1月18日        |
| 第17話 | 三成之宝     | 柏木美都里                      | かたくり          | 菊池勝也   | 青鉢芳信                                  | 1月24日        |
| 第18話 | 鬼外福内     | 太田ぐいや                      | 大和直道          | 榎本守     | 山下英美                                  | 1月31日        |
| 第19話 | 童心残照     | AKARI                           | 菊池勝也          | 菊池勝也   | 新谷研人（アートディレクション） 奥山鈴奈 | 2月7日         |
| 第20話 | 愛之甘味     | 雅夜美竜                        | 岡マチカ          | 村上勉     | 原修一                                    | 2月14日        |
| 第21話 | 悪友介抱     | 珠希けい                        | 上野史博 上野正博 | 村上勉     | 原修一                                    | 2月21日        |
| 第22話 | 絢爛雛祭     | 柏木美都里                      | 新谷研人          | 菊池勝也   | 奥山鈴奈                                  | 2月28日        |
| 第23話 | 句紗美姫     | 太田ぐいや                      | 上野史博 上野正博 | 玉村仁     | 城紀史                                    | 3月6日         |
| 第24話 | 公募絵巻     | 尾黒一太郎 弥也 あいな 斉藤道子 | 岡マチカ          | 村上勉     | 原修一 奥山鈴奈                           | 3月13日        |
| 第25話 | 太閤追憶     | 柏木美都里                      | かたくり          | 榎本守     | 寺尾憲治                                  | 3月20日        |
| 第26話 | 桜華誓伝     | 太田ぐいや                      | 菊池勝也          | 菊池勝也   | 奥山鈴奈（総作画監督） 原修一（作画監督） | 3月27日        |

## 放送局
| 放送地域   | 放送局                      | 放送期間                | 放送日時                           | 備考                        |
| ---------- | --------------------------- | ----------------------- | ---------------------------------- | --------------------------- |
| 関東広域圏 | テレビ東京                  | 2011年10月4日 - 3月27日 | 火曜 3時15分 - 3時25分（月曜深夜） |                             |
| 日本全域   | テレビドガッチ ニコニコ動画 | 2011年10月4日 - 3月27日 | 火曜 更新                          | ネット配信 あにてれしあたー |

## ソーシャルゲーム
『戦国☆パラダイス』はジー・モード提供の携帯配信女性向けソーシャルコミュニティゲーム。戦国時代を舞台にユーザーは武将の家臣となってコミュニケーションする。またソーシャルゲーム版『戦国☆パラダイス 極』（GREE、Mobage）も2011年11月21日より配信開始、2012年1月27日よりmixi版の配信。2012年9月28日に『戦国☆パラダイス 極』の配信終了し、同年12月28日には『戦国☆パラダイス』の配信終了。

## Webコミック
双葉社運営のWEBコミックサイト『WEBコミックハイ!』内『乙女ハイ!』で2012年3月30日より漫画版配信。作画は田野かかし、原作シナリオ協力は太田ぐいや。

## 関連商品

### DVD
| 巻数                   | 収録話                                         | 型番     | 発売日        |
| ---------------------- | ---------------------------------------------- | -------- | ------------- |
| 戦国☆パラダイス-極- 壱 | 本編13話+戦国☆パラダイス-極-ぷらす「関ヶ原編」 | TXAS0001 | 2012年3月28日 |
| 戦国☆パラダイス-極- 弐 | 本編13話+戦国☆パラダイス-極-ぷらす「編」       | TXAS0002 | 2012年5月25日 |

### ドラマCD
- 戦国☆パラダイス-極- 第一巻 ダシが決め手のドラマCD（2011年12月9日）
- 戦国☆パラダイス-極- 第二巻 はんにゃもんにゃのドラマCD（2012年1月6日）

### 主題歌CD
- リターン乱世独眼竜（伊達政宗(柿原徹也)、2011年12月9日、GMD-001）
- 天下分け目のカタルシス（石田三成(浪川大輔)、2011年12月9日、GMD-002）